# Nagycserkesz
Nagycserkesz je vas na Madžarskem, ki upravno spada pod podregijo Nyíregyházai Županije Szabolcs-Szatmár-Bereg.